# Nationaler Sicherheitsdienst (Usbekistan)
Der Nationale Sicherheitsdienst (NSS; usbekisch Milliy Xavfsizlik Xizmati, MXX) ist der Geheimdienst der usbekischen Regierung. Dem Dienst wurde immer wieder Folter, Willkür und Gewalt gegen religiöse Minderheiten und die politische Opposition vorgeworfen. Laut dem UN-Berichterstatter Theo van Boven wird Folter in Usbekistan systematisch angewandt. Der Dienst ist auch im Ausland aktiv und entfaltet seine Aktivitäten in den usbekischen Gemeinschaften in verschiedenen Ländern und gegen Dissidenten in westlichen Staaten.

## Aktivitäten im Ausland
Sveriges Radio berichtete, dass der Geheimdienst die Aussagen von Asylbewerbern vor schwedischen Einwanderungsbehörden in ihr Heimatland weiterleitet. Bei einer Rückkehr nach Usbekistan wird ihnen dann teilweise der Vorwurf gemacht, Asyl gesucht und Propaganda gegen Usbekistan betrieben zu haben. Nach Zeugenaussagen erstellt der Dienst umfassende Profile von den ausgereisten Usbeken.